# Royal Ocean Racing Club
Le Royal Ocean Racing Club, connu aussi sous l'acronyme RORC est un club nautique britannique fondé en 1925. Le RORC est l'un des principaux organisateurs de courses au large du Royaume-Uni dont la célèbre course du Fastnet ainsi que l'Admiral's Cup. Il est à l'origine de jauges de course au large, la jauge du RORC en 1925, de la jauge IOR en 1971 en collaboration avec le Cruising Club of America (CCA), du Channel Handicap System en 1983 avec l'Union nationale pour la course au large, qui a évolué en jauge IRC.  
Le siège du club, réputé pour son club-house, se situe à Londres, place St. James. 

## Historique du RORC
Les débuts du RORC remontent à la participation du journaliste de yachting britannique Weston Martyr comme équipier lors de la Bermuda Race de 1924. Cette course au large, océanique, organisée par le Cruising Club of America, ouverte à tous les bateaux et aux amateurs, se dispute sur plus de 600 milles. Ce nouveau sport, différent des courses à la voile pratiquées à l'époque en Europe sur des bateaux comme ceux de la Jauge internationale, l'enthousiasme. Il réunit sept propriétaires de voiliers pour organiser la première course du Fastnet, dont le départ est donné le 15 août 1925 depuis Ryde. Le vainqueur est Jolie Brise, dont le propriétaire Evelyn George Martin devient, à la suite de cette course, le premier commodore du tout nouveau Ocean Racing Club,
. 
Le nom de Royal Ocean Racing Club est validé en 1931 par le roi George V.

### Courses organisées par le RORC
Bien que l'objet du club soit d'organiser chaque année une course sur une distance d'au moins 600 milles, le RORC crée en 1928 the Channel Race, régate en triangle dans la Manche sur un parcours d'environ 250 milles. En 1930, les départs de quatre courses sont donnés par le RORC : le Fastnet, la Channel Race, Plymouth to Santander et Cowes to Dinard. Dans les années 1930 le RORC organise jusqu'à dix courses, dix-sept en moyenne dans les années 1980.
La première régate du RORC d'après la Seconde Guerre mondiale est Cowes-Dinard dont le départ est donné en septembre 1945.
L'Admiral's Cup, qui était en 1957 un challenge entre les États-Unis et le Royaume-Uni, voit sa deuxième édition, en 1959, ouverte aux équipes de trois voiliers d'autres nations. Cette coupe, comptabilisant les résultats de plusieurs régates, voit son apogée en nombre de participants entre 1977 et 1979 : 19 équipes pour 57 bateaux. La difficulté d'avoir des voiliers à la fois compétitifs en course au large et en régate côtière favorise son déclin et l'arrivée de sponsors. La formule a donné des idées à d'autres clubs, comme le Cercle de la voile de Paris, remettant au goût du jour sa One Ton Cup en 1965, avec un classement sur plusieurs courses, en y ajoutant la contrainte d'un rating (mesure pour la jauge) fixe de 22 pieds suivant la jauge du RORC.

### Jauges élaborées par le RORC

#### Jauge du RORC
Pour établir le classement des voiliers de toutes tailles qui sont invités à participer au Fastnet, le RORC a besoin d'une formule de jauge de course. En 1925, la Jauge internationale, destinée à générer des voiliers de classes à rating fixe comme les 6 Metre, 8 Metre et 12 Metre, ne permet pas d'évaluer les performances relatives de voiliers de croisière. Il se tourne alors vers la jauge américaine dite Universal Rule, utilisée sur la côte est des États-Unis, d'autant plus facilement que la course du Fastnet est inspirée de la Bermuda Race. Le RORC crée une première formule de jauge pour la première Fastnet de 1925, une seconde pour celle de 1928, toujours issue de la Jauge universelle agrémentée de correcteurs pour la course au large, puis une dernière version en 1931. C'est cette jauge de 1931 qui est la véritable Jauge du RORC, mondialement reconnue pour la course au large jusqu'en 1970, mais pas véritablement aux États-Unis,.      

#### Jauge IOR
Après une première tentative de rapprochement des jauges de course au large du Cruising Club of America et du Royal Ocean Racing Club en 1931, une réunion au club-house du RORC en novembre 1968, en présence des représentants du RORC et des architectes américains Olin Stephens et Dick Carter, concrétise la fusion des jauges. À cette époque ces architectes dessinaient des voiliers qui couraient sous les deux jauges, la jauge du CCA et la jauge du RORC. L'influence de la compétition à rating fixe de 22 pieds du RORC conçue  par le Cercle de la voile de Paris, la One Ton Cup attirant des concurrents de toutes les nations, a son importance. Cette nouvelle jauge, nommée International Offshore Rule (jauge IOR) est confiée à un nouvel organisme, l'Offshore Racing Council créé en 1970. 

#### Jauges CHS et IRC
Parallèlement à la jauge IOR, le Offshore Committee of US Sailing lance en 1976 l'étude d'une nouvelle jauge basée sur le Velocity prediction program (VPP) :  le Measurement Handicap System (MHS). En 1985 l'ORC adopte cette jauge, renommée International Measurement System (IMS) pour un usage international. Cette jauge devient ensuite la jauge ORC International, donnant naissance à une version simplifiée, la jauge ORC Club. Les jauges ORC International et ORC Club sont reconnues comme jauges internationales (membres) par l'ISAF. 
Ce développement ne convient pas à toutes les autorités de la voile dans le monde. En 1983, le Royal Ocean Racing Club et l'Union nationale pour la course au large (UNCL) lancent le Channel Handicap System (CHS), mis en application dans la course Cowes-Dinard. La jauge CHS, renommée en 1999 jauge IRC, comme International Rule Club, est reconnue jauge internationale par l'ISAF en 2003.

## Programme des courses du RORC
En 2013, 19 courses sont organisées par le RORC ou en collaboration avec d'autres clubs.
Les parcours les plus longs sont :
- RORC Caribbean 600 à destination d'Antigua, 600 milles
- Rolex Fastnet Race, Cowes-Fastnet-Plymouth, 608 milles
- Rolex Middle Sea Race, Malte, 608 milles
- ARC 2013 (Atlantic Rally for Cruisers), Grande Canarie-Sainte-Lucie, 2 700 milles

## Membres du RORC
En février 1936, le RORC comptait 600 membres. Dans les années 2000 il en compte quelques milliers.
Le statut de membre peut être obtenu sur propositions de deux membres, soutenues par un membre du RORC Commitee. Le candidat doit justifier d'une expérience de la course et réalisé au moins 500 milles de course au large avec pas moins de deux nuits en mer. Il doit si possible avoir participé à une course organisée par le RORC au cours des cinq années précédentes
.

## Club-house
Après s'être réuni à Londres en divers endroits, le club ouvre un club-house 2 Pall Mall street en 1936. Bombardé en novembre 1940, il déménage 20 St James's Place et son toit est à nouveau endommagé par une bombe. Le club-house est finalement inauguré le 23 juillet 1942 et s'agrandit en 1956 par l'acquisition du no 19. Une rénovation complète y a été réalisée en 1993.